# Ormtjärnen (Älvdalens socken, Dalarna)
Ormtjärnen är en sjö i Älvdalens kommun i Dalarna och ingår i Dalälvens huvudavrinningsområde.